# 5-Méthoxy-diisopropyltryptamine
La 5-méthoxy-diisopropyltryptamine ou 5-MeO-DiPT est un psychotrope hallucinogène actif dès une dose de 5 mg chez l'adulte. Elle est considérée comme un stupéfiant dans certains pays.

## Chimie
La 5-MeO-DiPT est un dérivé de la tryptamine.

## Pharmacologie
La 5-méthoxy-diisopropyltryptamine est un agoniste du 5-HT2A (en) au niveau cérébral et un inhibiteur vraisemblable de la monoamine oxydase.

## Effets et conséquences
- Illusions sensorielles[3].
- Effets aphrodisiaques[3].
- Exacerbation des sens (notamment tactile et sensibilité à la musique)[3].
- Déformations auditives et spatio-temporelles[3].

Comme tout produit psychédélique, son usage peut générer des bad trips. 